# Ugo da Massa
Ugo da Massa (Massa Marittima, siglo XIII - ?) fue un poeta italiano, conde de Santa Fiora.

## Obras
Se conservan nueve sonetos de este autor:
- Amore fue invisibole criato.
- Eo maladico l'ora che'n promero.
- Eo sono assiso, e man so' gota tengo.
- In ogne membro un spirito m'è nato.
- Madonna, poi m'avete si conquiso.
- Non è fallo, ma grande conoscenza.
- Tutte le cose c'om non pote avere.
- Uno piacere dal core si move.

Un poemario sobre las minas, conservado en un código Rediano con otras composiciones del autor, se encuentra perdida.